# Ковалькова, Ольга Александровна
Ольга Александровна Ковалькова (бел. Вольга Аляксандраўна Кавалькова; род. 26 января 1984 года, Минск, БССР) — белорусский политический деятель, юрист, бухгалтер, сопредседатель незарегистрированной партии Белорусская Христианская Демократия и член Координационного совета по организации процесса преодоления политического кризиса.

## Биография
Ольга Ковалькова родилась 26 января 1984 года в Минске.
В 2006 году окончила Академию МВД Беларуси по специальности «юрист», в 2005 году получила специальность «бухгалтер» в Республиканском институте повышения квалификации и переподготовки кадров и специальность «политолог» в Восточноевропейской школе политических исследований.
С 2004 по 2008 год работала в районных администрациях Минска, затем юристом, председателем и главным бухгалтером в жилищно-строительных потребительских кооперативах, в 2011—2014 годах — лектором в Институте повышения квалификации.
С 2011 года состоит в незарегистрированной партии «Белорусская христианская демократия». В настоящее время — сопредседатель БХД.

## Политическая карьера

### Парламентские выборы 2019
В 2019 году Ковалькова выдвигалась кандидатом в депутаты по минскому Пушкинскому округу № 103.

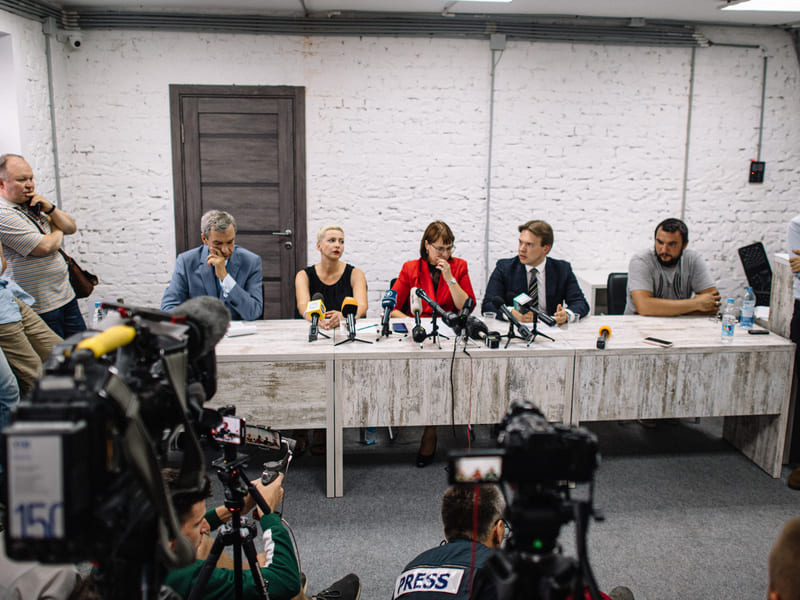
Первая пресс-конференция Координационного совета Белоруссии

### Президентские выборы 2020
12 февраля 2020 года Ольга Ковалькова заявила о намерении участвовать в Президентских выборах в Белоруссии.
Принимала участие в праймеризе, который начался 27 марта и завершился 30 апреля. Его цель — определить единого кандидата от оппозиции, по результатам Ковалькова набрала 1073 голосов. Таким образом, она заняла третье место.
20 мая 2020 года ЦИК зарегистрировал инициативную группу в 120 человек. Но Ковалькова из-за пандемии COVID-19 собирать подписи за своё выдвижение не собиралась.
В ходе интернет-опросов от порталов, таких как TUT.BY, Telegraf.by и Белорусская служба Радио «Свобода», 20—26 мая рейтинг Ковальковой составлял от 0,25 % до 0,37 %.
19 июня закончился сбор подписей за претендентов в кандидаты Республики Беларусь но Ковалькова не говорила о количестве собранных подписей и также она не сдавала подписи в ЦИК.
30 июня Центральная избирательная комиссия отвергла кандидатуру Ольги Ковальковой.
Вскоре стала доверенным лицом кандидата Светланы Тихановской.

### После выборов
17 августа во время протестов 2020 года в Беларуси стала членом президиума Координационного совета по организации процесса преодоления политического кризиса, целью которого называется трансфер власти в рамках конституции.
21 августа, на следующие сутки после открытия уголовного дела в связи с созданием совета по трансферу власти, была задержана в минском аэропорту при попытке вылететь в Польшу, со слов Марии Колесниковой — чтобы встретиться с польским премьер-министром. Подобной информации от Матеуша Моравецкого нет.
25 августа по решению суда Ольгу Ковалькову поместили под арест на 10 суток.
Днём 4 сентября Ковалькова была скрытно вывезена силовиками из ЦИП на Окрестина в Минске и уже 5 сентября в 2 часа ночи доставлена по маршруту Гродно-Варшава на пограничный пункт пропуска «Брузги». По состоянию на вечер 5 сентября Ковалькова находится в Польше.
21 сентября приняла участие в заседании комитета по международным делам Европейского парламента.
6 марта 2023 года Ольгу Ковалькову заочно приговорили к 12 годам колонии.